# Ходерешть
Ходерешть, Ходерешті (рум. Hodărăști) — село у повіті Димбовіца в Румунії. Входить до складу комуни Корнешть.
Село розташоване на відстані 38 км на північний захід від Бухареста, 39 км на південний схід від Тирговіште, 103 км на південь від Брашова.

## Населення
За даними перепису населення 2002 року у селі проживали 377 осіб, усі — румуни. Усі жителі села рідною мовою назвали румунську.